# Esus

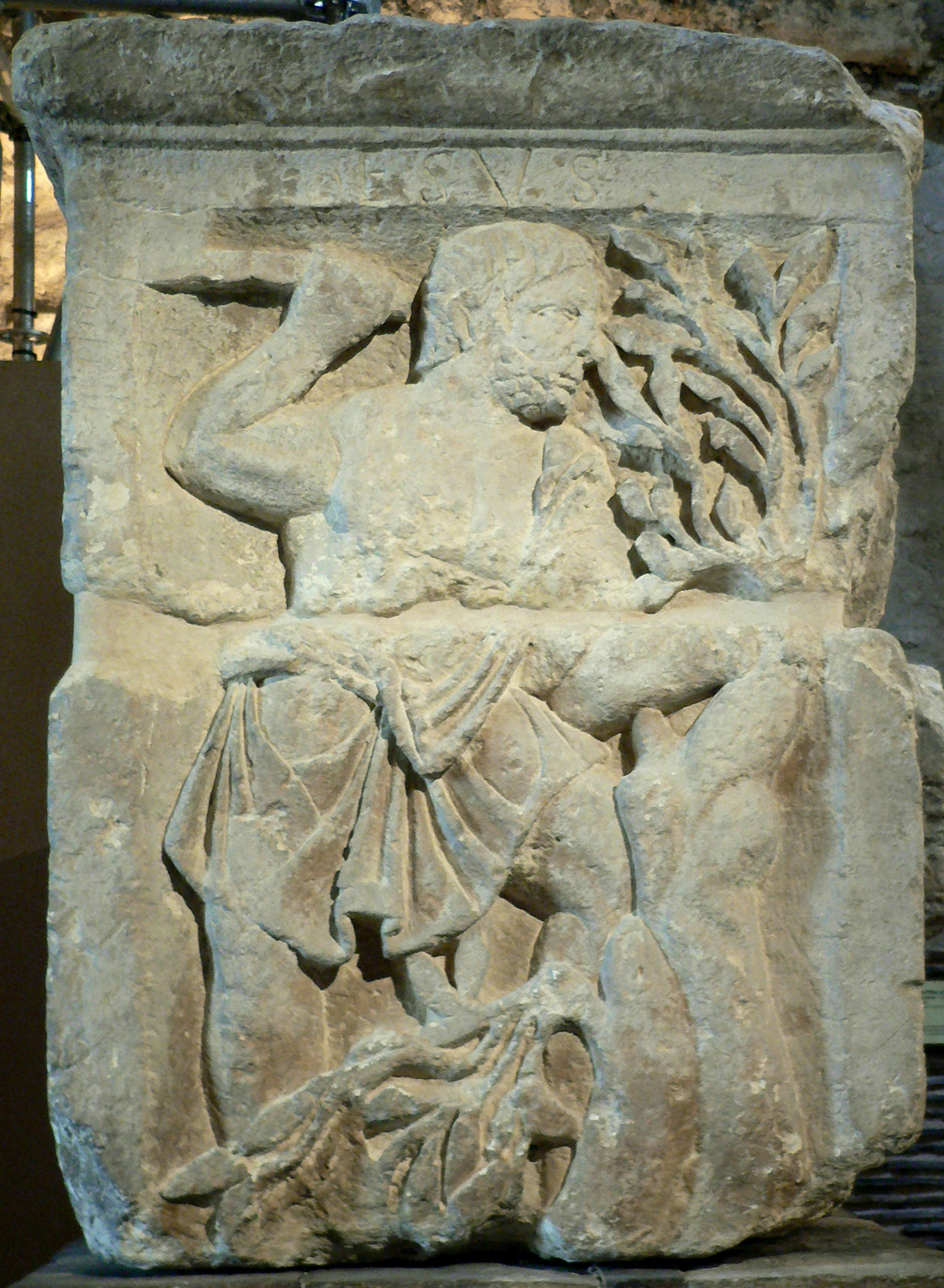
Representación de Esus.

Esus es un dios principal galo de la mitología celta famoso por su representación en el bloque del pilar de los Nautae. Era considerado una divinidad propiamente de la naturaleza. En el bloque aparece talando un árbol con una herramienta podadora. También es conocido como Señor.
Según el poeta romano Marco Anneo Lucano, era otro dios sediento de sangre. Mientras que en los sacrificios a Taranis el protagonista era el fuego y en los de Teutates el ahogamiento, los ofrecidos a este dios consistían en colgar a los presos de guerra de un árbol. Lucano lo consideraba uno de los dioses "mayores" junto a los mencionados en la tríada llamada los dioses de la noche.
Durante el dominio del emperador romano Tiberio, entre los años 13 y 37 de nuestra era, en la Galia se prohibieron los sacrificios humanos. La supresión era bastante reciente a la vista de que el historiador Dionisio de Halicarnaso los menciona en tiempo presente siete años antes. Con el emperador Claudio, en el año 43 o 44 de nuestra era, Pomponio Mela habla de que los druidas se contentaban con sacar gotas de sangre a personas de buena voluntad tras la abolición de los sacrificios.

## Etimología
Su nombre podría derivar o bien de raíces celtas, o del latín de la palabra herus, que significa "señor".